# 朦胧塔
朦胧塔，位于江苏省盐城市建湖县宝塔镇朦胧庄北，为密檐楼阁式砖塔。是中华人民共和国江苏省文物保护单位之一。
2002年10月22日，授予江苏省文物保护单位，是一座古建筑。